# Myeloidní progenitor

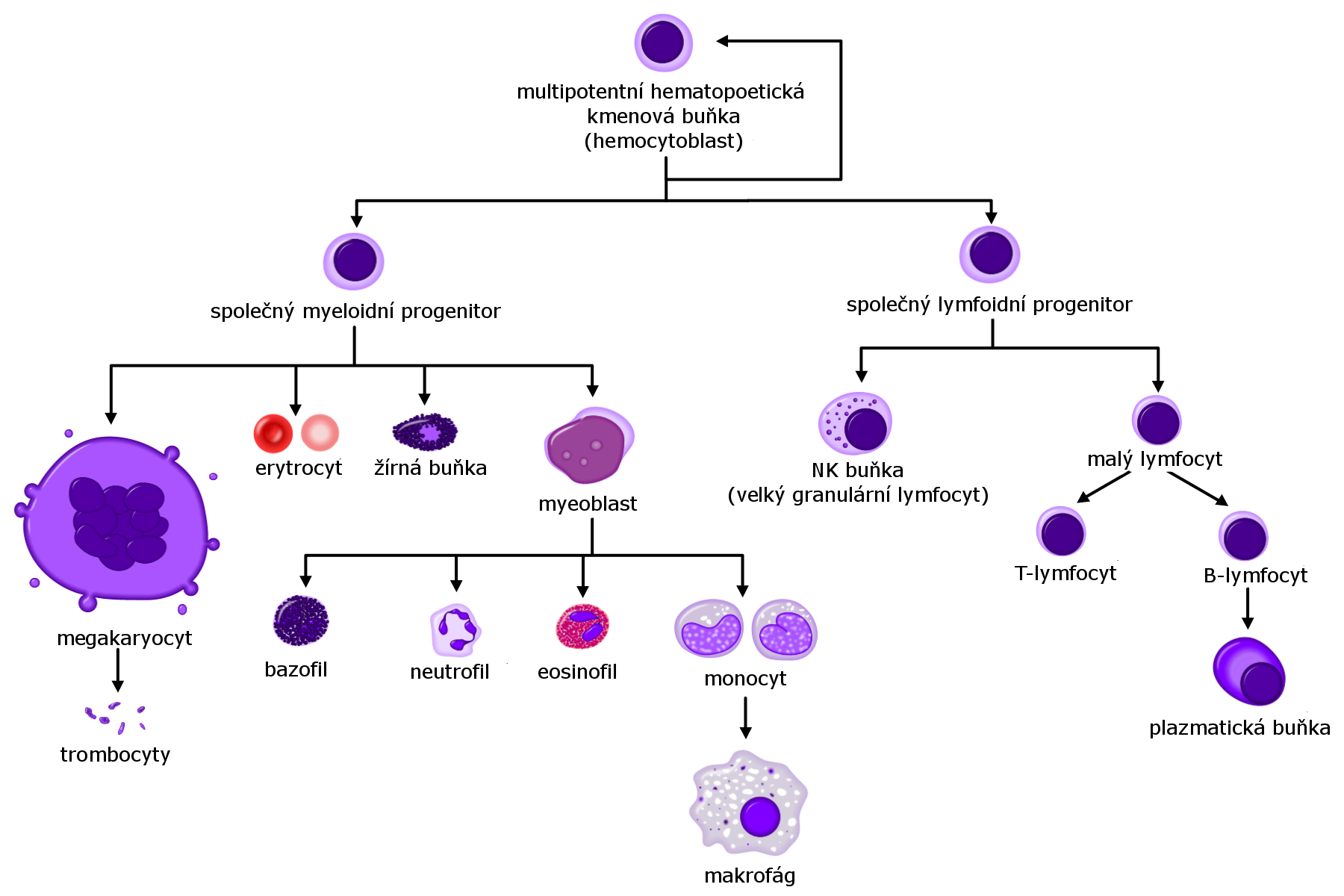
Krvetvorba - zjednodušeně

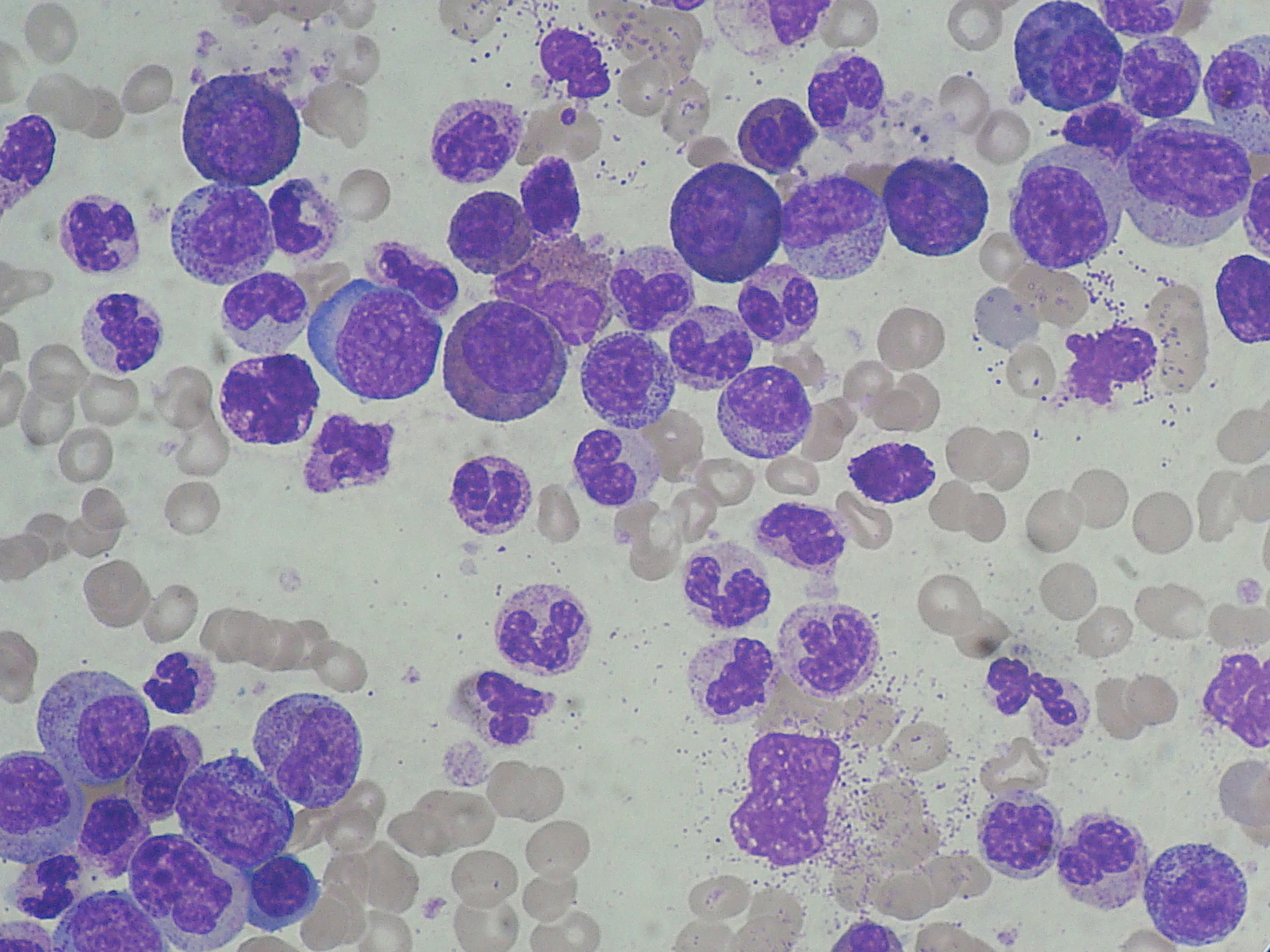
Chronická myeloidní leukémie - krevní obraz - převaha elementů granulopoezy

Myeloidní progenitor (common myeloid progenitor, CMP) je myeloidní multipotentní buňka vznikající z multipotentního progenitoru vznikajícího z multipotentní hematopoetické kmenové buňky zejména v kostní dřeni, dávající v průběhu hematopoezy (krvetvorby) vznik buňkám myeloidní řady. Myeolidní řada zahrnuje granulocyty (eosinofil, bazofil, neutrofil), monocyty (makrofágy), dendritické buňky, žírné buňky, megakaryocyty a erytroblasty.

## Diferenciace
Hematopoetická buňka se odvozením do progenitoru zavazuje k vývoji do určité vývojové linie/řady, přičemž diferenciace v myeloidní progenitor nebo lymfoidní progenitor je prvním krokem. Myeloidní progenitorová buňka je bezprostředním produktem hematopoetické kmenové buňky, ovšem na rozdíl od ní má pouze omezenou schopnost sebeobnovy. Během ±2-3 buněčných dělení se diferencuje v granulocyt-makrofág progenitor (GMP) nebo megakaryocyt-erytrocyt progenitor (MegEP). 

## Rozlišení
Oproti hematopoetickým kmenovým buňkám vykazují progenitorové buňky větší proliferační aktivitu. Progenitorové buňky lze od hematopoetických buněk odlišit funkčně, ovšem nikoliv morfologicky. Funkční odlišení progenitorů je možné dokázat in vivo transplantací buněk do letálně ozářené kostní dřeně myši, kde se následně buňka může chovat dvěma způsoby: long-term /dlouhotrvající/, které mají schopnost sebeobnovy a dokáží tedy hematopoézu obnovit opakovaně, a short-term /krátkodobé/, které mohou proliferovat a nemají již schopnost sebeobnovy, z nich vznikají multipotentní progenitory a z těchto progenitorů poté myeloidní progenitory. 

## Spojitost s leukémií
Opakovaná chyba v chromozomu myeloidního progenitoru může spolu s působením běžné virové nebo bakteriální infekce v nitroděložním životě pravděpodobně vést ke vzniku akutní myeloidní leukémie (AML) a chronické myeolidní leukémie (CML). V důsledku abnormální odpovědi organismu na infekci se poruší nervové dráhy vedoucí do jádra podměty z vnějšího prostředí buňky, buňka se přestává diferencovat a z této poškozené buňky vzniká klonální populace nesoucí stejný genotyp i fenotyp. Léčba akutní myeloidní leukémie je méně úspěšná než léčba akutní lymfoblastické leukémie (ALL). Riziko myeloidní leukémie je vyšší u dětí s Downovým syndromem